# Prototheora merga
Prototheora merga là một loài bướm đêm thuộc họ Prototheoridae. Loài này có ở Nam Phi.